# Субтропічні ліси острова Лорд-Гав
Субтропічні ліси острова Лорд-Гав (ідентифікатор WWF: AA0109) — австралазійський екорегіон тропічних та субтропічних вологих широколистяних лісів, розташований на острові Лорд-Гав в Тихому океані.

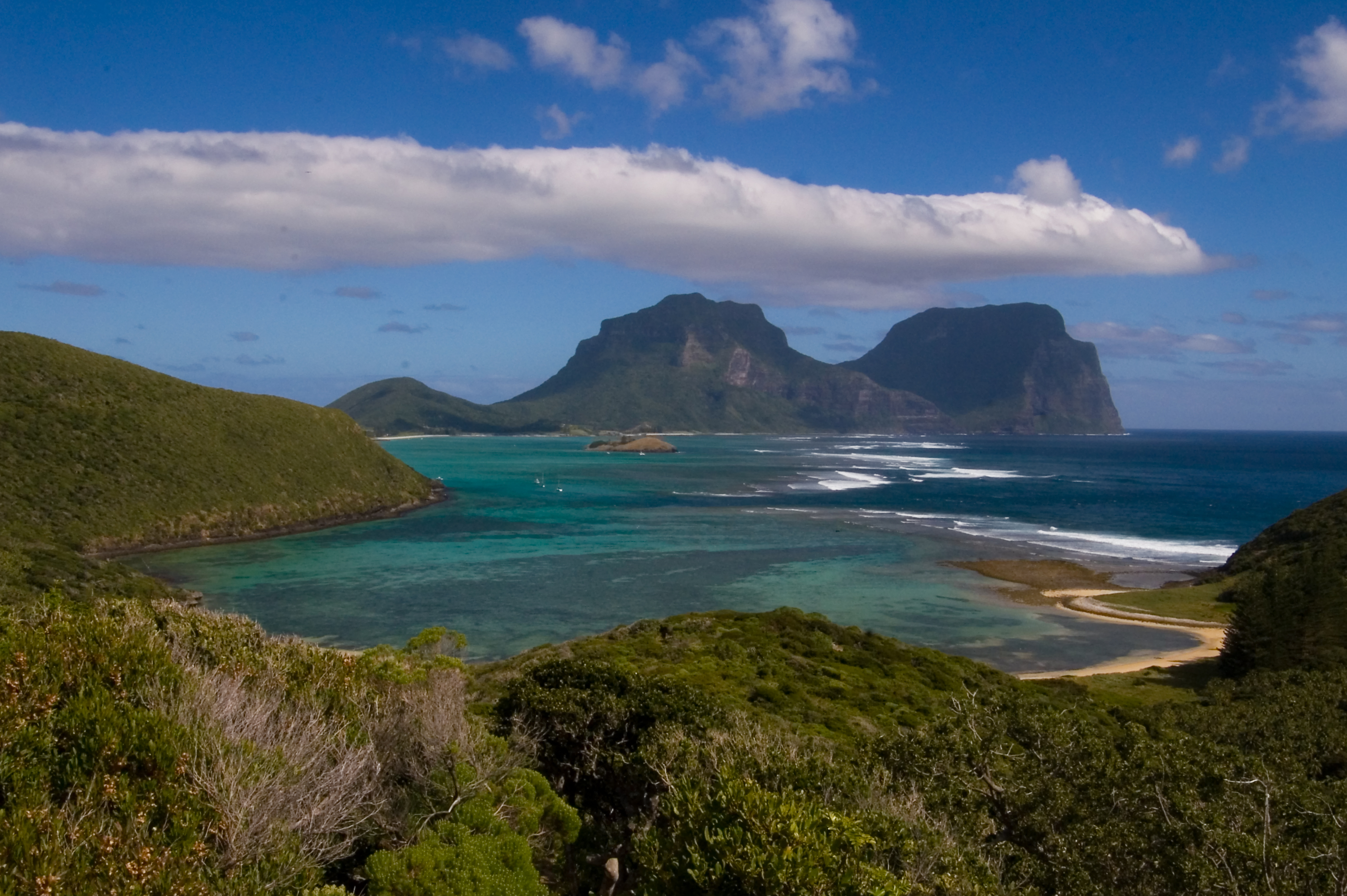
Ландшафт острова Лорд-Гав

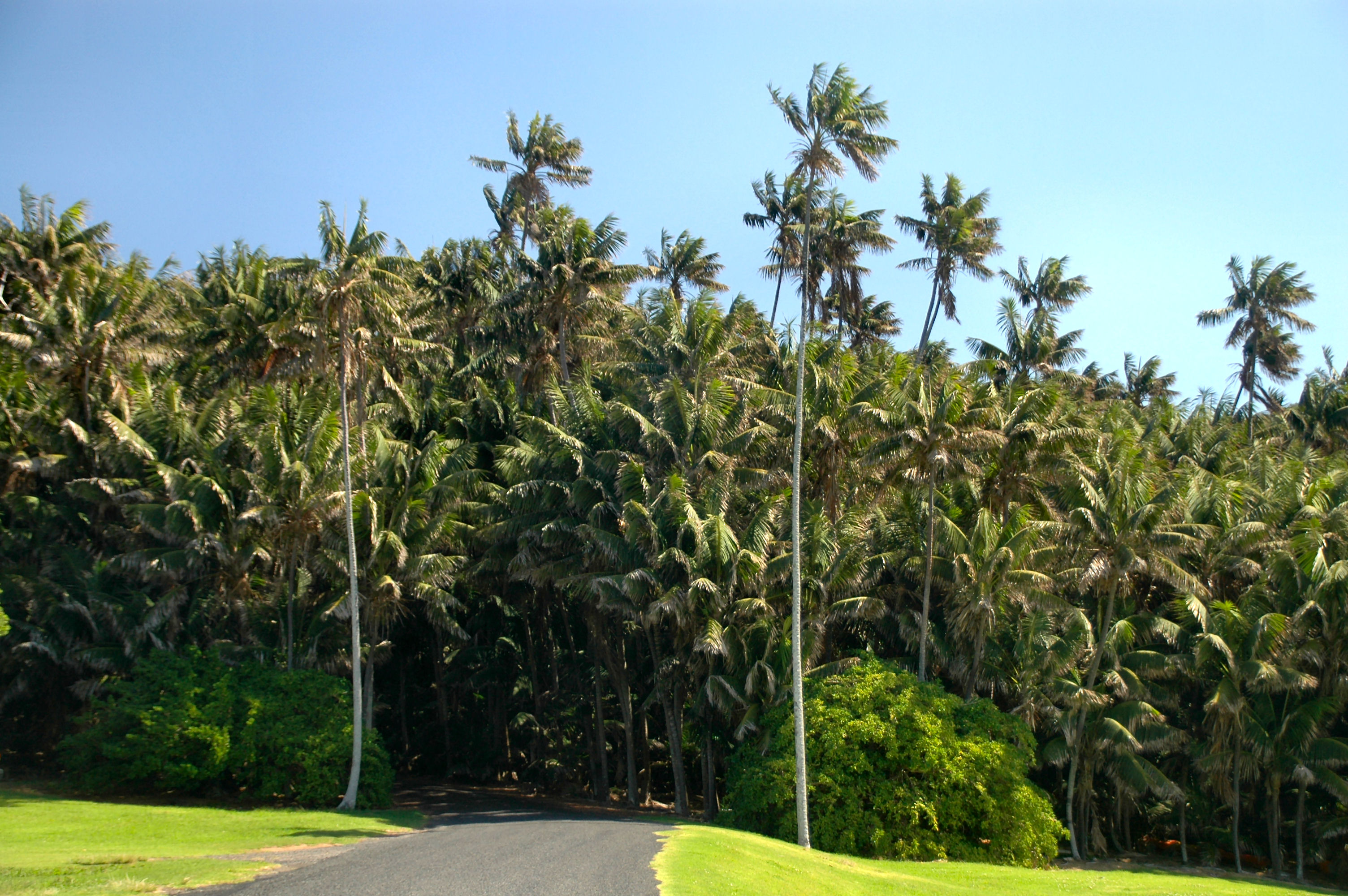
Пальмовий ліс на Лорд-Гаві

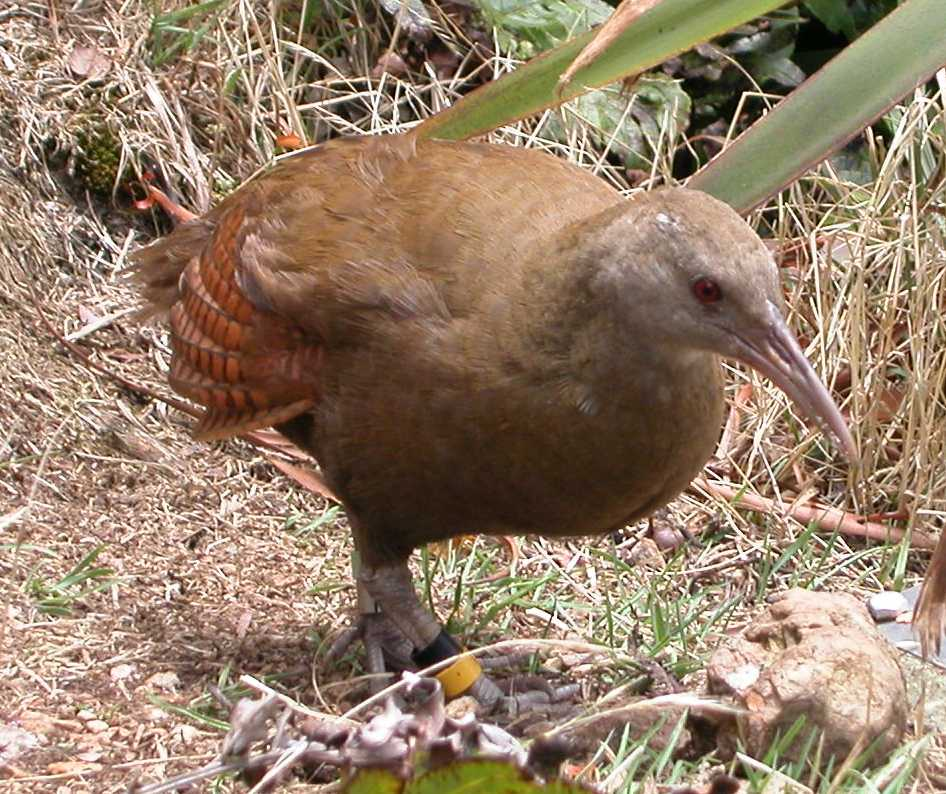
Лісовий пастушок (Hypotaenidia sylvestris)

## Географія
Екорегіон субтропічних лісів острова Лорд-Гав охоплює австралійський острів Лорд-Гав, розташований у Тасмановому морі, приблизно за 700 км на схід від австралійського континенту та за 1350 км на північний захід від Нової Зеландії. Поблизу Лорд-Гава знаходиться 28 менших острівців та скель, зокрема острів Болс-Пірамід, який лежить за 20 км на південний схід.
Вулканічний острів Лорд-Гав має форму півмісяця, простягається на 10 км у довжину та на 0,3-2 км у ширину, а його площа становить 14,55 км². Він має переважно гористий рельєф, а його найвищими вершинами є гори Ліджбьорд та Гауер заввишки 777 м і 875 м відповідно. Разом з сусідніми острівцями острів Лорд-Гав являє собою дуже еродовану вершину щитового вулкана, який утворився близько 6,9 мільйонів років тому, коли Індо-Австралійська плита рухалася над гарячою точкою. Цей вулкан розташований на західному краю підводного Лорд-Гавського хребта, який є частиною континенту Зеландія — фрагменту стародавнього суперконтиненту Гондвана. Зеландія відокремилася від Австралії 85-60 мільйонів років тому, однак була майже повністю затоплена водами Тихого океану приблизно 23 мільйони років тому.

## Клімат
В межах екорегіону домінує вологий субтропічний клімат (Cfa за класифікацією кліматів Кеппена), який характеризується теплим, вологим літом та дуже м'якою, дощовою зимою. Середня максимальна температура в регіоні коливається від 24-27 °C влітку до 17-20 °C взимку, а середня мінімальна температура взимку становить 13 °C. Середньорічна кількість опадів становить приблизно 1717 мм, які рівномірно розподілені протягом року.

## Флора
В межах екорегіону зустрічаються різні рослинні угруповання: низинні субтропічні дощові ліси, передгірські дощові ліси, гірські хмарні ліси та чагарники, низинні заболочені ліси, мангрові та прибережні чагарники, внутрішні чагарники та луки, прибережна та пляжна рослинність. Основними рослинними угрупованнями екорегіону є субтропічні дощові ліси, у яких переважають лорд-гавські тюльпанові дерева (Drypetes deplanchei subsp. affinis), лорд-гавські чорні сливи (Cryptocarya gregsonii), лорд-гавські сині сливи (Chionanthus quadristamineus) та лорд-гавські сизигіуми (Syzygium fullagarii spp.), а також деякі інші дерева, зокрема лорд-гавські баньяни (Ficus macrophylla subsp. columnaris) та лорд-гавські пандани (Pandanus forsteri), які вирізняються характерними дошкоподібними та повітряними коренями. 
На острові Лорд-Гав росте десять видів орхідей, найпомітнішою з яких є жовта очеретяна орхідея (Dendrobium gracilicaule var. howeanum), яка росте як епіфіт на деревах або як літофіт на скелях і цвіте кремовими квітами з серпня по вересень. Влітку на гірських схилах острова квітнуть червоні квіти жилкуватих метросідеросів (Metrosideros nervulosa) та твердоплодих метросідеросів (Metrosideros sclerocarpa), які також відомі як гірські троянди, дрібні жовті квіти лорд-гавських корокій (Corokia carpodetoides) та помаранчеві пухкі квіти лорд-гавських гарбузових дерев (Negria rhabdothamnoides). У високогірних хмарних лісах переважають невисокі, вузлуваті лорд-гавські зігогінуми (Zygogynum howeanum) та змієлистники Фіцджеральда (Dracophyllum fitzgeraldii). У підліску дощових лісів зустрічаються деревоподібні папороті ціатеї (Cyathea spp.), кущі лорд-гавського перця (Piper hooglandii) з великим, духмяним листям у формі серця, та різноманітні мохи, а після сильних дощів у пальмових лісах з'являться нічні міцени (Mycena chlorophos) та гриби-привиди (Omphalotus nidiformis) — гриби, які світяться у темряві.
Характерними рослинами, поширеними на острові Лор-Гав, є пальми, які домінують у деяких районах, утворюючи густі пальмові ліси. Усі чотири види пальм, поширені на Лорд-Гаві, є ендеміками острова. Найвідомішими з них є солом'яні кентії (Howea forsteriana), які мають поникле листя і ростуть у низинних районах, та кучеряві кентії (Howea belmoreana), які мають пряме листя і ростуть на більших висотах. На схилах гір на висоті понад 350 м над рівнем моря ростуть великі гірські лорд-гавські пальми (Hedyscepe canterburyana), а на гірських вершинах острова — малі гірські лорд-гавські пальми (Lepidorrhachis mooreana).
Загалом острів Лорд-Гав характеризується високим флористичним різноманіттям. Тут зустрічається 241 вид місцевих судинних рослин, з яких 105 видів, або майже 44 % від загальної кількості, є ендеміками. Флора острова демонструє подібність до флори острова Норфолк, розташованого приблизно за 890 км на північний схід. Деякі майже ендемічні види рослин, зокрема луската лорд-гавська ліана (Calystegia affinis), зустрічаються лише на цих двох островах. Незважаючи на близькість до австралійського континенту, флора острова Лорд-Гав тісно пов'язана з флорою Нової Зеландії та Нової Каледонії, а також, меншою мірою, з флорою Вануату та субтропічною флорою Південно-Східного Квінсленда. На зв'язок Лорд-Гава з Гондваною вказує наявність деяких ендемічних видів, таких як лорд-гавська весільна лілія (Dietes robinsoniana), єдині живі родичі якої зустрічаються в Південній Африці.

## Фауна
На Лорд-Гаві та сусідніх острівцях гніздиться 14 видів морських птахів, деякі з яких утворюють великі гніздові колонії. Червонохвостих фаетонів (Phaethon rubricauda) у великій кількості можна побачити поблизу Малабарських скель, коли вони кружляють у акробатичних ритуалах під час сезону розмноження. У період із серпня по травень щодня в сутінках на острів повертаються тисячі світлоногих буревісників (Ardenna carneipes) та клинохвостих буревісників (A. pacifica), а у період з березня по листопад на острові гніздяться дуже рідкісні тайфунники Соландра (Pterodroma solandri). Близько 32 тисяч пар, або понад 99 % світової популяції майже ендемічних тайфунників Соландра гніздиться на острові Лорд-Гав, переважно на вершинах найвищих гір. Раніше ці птахи також гніздилися на острові Норфолк, однак їхні колонії на цьому острові були знищені наприкінці XIX століття. Єдиним місцем, окрім Лорд-Гава, де тайфунники Соландра продовжують розмножуватися, є невеликий острів Філліп, розташований на південь від Норфолка. Жовтодзьобі сули (Sula dactylatra) є найбільшими морськими птахами, що гніздяться на Лорд-Гаві, а строкаті крячки (Onychoprion fuscatus) є найчисельнішими морськими птахами в регіоні; їхні яйця острів'яни колись збирали та вживали у їжу. Бурі крячки (Anous stolidus) та атолові крячки (A. minutus) будують гнізда на деревах та кущах, тоді як білі крячки (Gygis alba) відкладають яйця у невеликі заглибини на великих гілках дерев, а сірокрилі крячки (Anous albivitta) — серед скель. Серед інших морських птахів, що гніздяться на Лорд-Гаві, слід відзначити кермадецьких тайфунників (Pterodroma neglecta), австралійських тайфунників (Pterodroma nigripennis), каприкорнових буревісників-крихіток (Puffinus assimilis) та білочеревих фрегет (Fregetta grallaria). 
На острові Лорд-Гав гніздиться 18 видів наземних птахів, зокрема довгодзьобі голуби-зеленокрили (Chalcophaps longirostris), австралійські султанки (Porphyrio melanotus), священні альціони (Todiramphus sanctus), австралійські боривітри (Falco cenchroides), австралійські ластівки (Hirundo neoxena), а також строкаті куравонги (Strepera graculina crissalis), золотисті свистуни (Pachycephala pectoralis contempta) та сивоспинні окулярники (Zosterops lateralis tephropleurus), представлені ендемічними підвидами. Ендеміком острова є дуже рідкісний нелітаючий лісовий пастушок (Hypotaenidia sylvestris). Його предки могли літати, але через відсутність хижаків та доступність їжі на острові ця здатність була втрачена. Це зробило пастушка легкою здобиччю для людей та завезених ними тварин, тому до 1970-х років популяція виду нараховувала менше 30 птахів. З 1978 по 1984 роки останніх птахів виловили та почали вирощувати у неволі. Програма з порятунку лісових пастушків (Hypotaenidia sylvestris) виявилася успішною: у 1980-х роках вид був реінтродукований у дику природу, і наразі його популяція перевищує 250 особин. Однак деякі наземні птахи внаслідок полювання та хижацтва з боку інтродукованих ссавців повністю вимерли на Лорд-Гаві. До таких птахів належать ендемічні білі султанки (Porphyrio albus), лорд-гаузькі какарікі (Cyanoramphus subflavescens), лорд-гаузькі ріроріро (Petroica insularis) та зелені окулярники (Zosterops strenuus), майже ендемічні норфолцькі шпаки-малюки (Aplonis fusca), а також ендемічні підвиди білогорлого голуба (Columba vitiensis godmanae), морепорка (Ninox novaeseelandiae albaria), новозеландської віялохвістки (Rhipidura fuliginosa cervina) та мінливоперого дрозда (Turdus poliocephalus vinitinctus). Новозеландські свійські качки (Anas platyrhynchos domesticus) витіснили з Лорд-Гаву австралійських крижнів (Anas superciliosa) шляхом конкуренції та інтрогресивної гібридизації.
Єдиним наземним ссавцем на Лорд-Гаві є великий лісовий кажан (Vespadelus darlingtoni). Ендемічні довговухі лорд-гавські кажани (Nyctophilus howensis) відомі лише за черепом, знайденим у 1972 році, і вважаються вимерлими, можливо, внаслідок хижацтва з боку інтродукованих пацюків. Герпетофауна регіону включає два види майже ендемічних плазунів — лорд-гавського гекона (Christinus guentheri) та лорд-гавського сцинка (Oligosoma lichenigerum), які також поширені на острові Норфолк. Обидва види рідко зустрічаються на самому Лорд-Гаві, але більш поширені на прилеглих менших острівцях. Крім того, з Австралії до Лорд-Гава були випадково завезені ніжні сцинки (Lampropholis delicata) та кремезні австралійські райки (Litoria dentata). У плейстоцені на Лорд-Гаві жили лорд-гавські міоланії (Meiolania platyceps) — великі рогаті суходільні черепахи, але наразі вважається, що вони вимерли ще до появи на острові людей внаслідок післяльодовикового підвищення рівня моря та скорочення площі суходолу.
Серед безхребетних тварин, поширених в регіоні, слід відзначити великого лорд-гавського паличника (Dryococelus australis), які можуть досягати 20 см завдовжки. Вони зникли на головному острові після появи на ньому пацюків, однак у 2001 році крихітну популяцію паличників було виявлено серед кущів лорд-гавського чайного дерева (Melaleuca howeana) на острові Болс-Пірамід. Комахи успішно розмножуються у неволі; планується іхня реінтродукція на Лорд-Гав. Іншим ендемічним безхребетним, яке постраждало від інтродукції пацюків, є лорд-гавський лляний равлик (Placostylus bivaricosus) — колись звичайний вид, який наразі перебуває під загрозою зникнення. Триває програма розмноження равликів у неволі, яка має врятувати їх від вимирання. Деякі ендемічні види, зокрема ендемічні хижі жуки Hesperus gigas, повністю вимерли внаслідок хижацтва з боку пацюків. Лорд-гавські таргани (Panesthia lata) деякий час вважалися вимерлими, однак пізніше вони були повторно відкриті на острові. Серед інших ендеміків Лорд-Гаву слід відзначити барвистого лорд-гавського жука-оленя (Lamprima insularis), якого можна побачити влітку. З приблизно 100 видів павуків, поширених на Лорд-Гаві, майже 50 % є ендеміками. Варто також зазначити, що острів Лорд-Гав може похвалитися найпівденнішим кораловим рифом серед тихоокеанських островів. Близько 4 % видів риб, поширених у водах регіону, є майже ендемічними, і окрім Лорд-Гаву зустрічаються лише у водах навколо острова Норфолк.

## Збереження
Географічна ізоляція Лорд-Хау призвела до розвитку його унікальної флори та фауни. Він залишався безлюдним до 1788 року, коли він був відкритий британцями. В подальшому острів став базою китобійного промислу, а у 1834 році на ньому було засноване постійне поселення. Однак Лорд-Гав ніколи не був густонаселеним: станом на 2021 рік населення острова становило 445 людей. Лише 10 % лісів острова було очищено під поселення та сільськогосподарські угіддя, а ще 20 % рослинного покриву було порушено вторгненням інтродукованих видів тварин — великої рогатої худоби, овець, кіз та свиней. Більшу частину острова продовжують вкривати ліси.
Свині та кози були випущені на острів як потенційні джерела їжі на початку XIX століття. Кози знищували чагарники та трави, серед яких гніздилися птахи, а свині поїдали яйця і пташенят та порушували ґрунтовий покрив. Після колонізації острова людьми внаслідок надмірного полювання на ньому вимерла низка видів та підвидів птахів. Чорні пацюки (Rattus rattus) потрапили на Лорд-Гав з китобійних суден у 1840-х роках, а хатні миші (Mus musculus) — з острова Норфолк у 1860 році. В 1918 році поблизу Лорд-Гава сів на мілину корабель SS Makambo, з якого на острів втекли сірі пацюки (Rattus norvegicus). Поява цих тварин спричинила другу хвилю вимирання птахів, а також призвела до скорочення популяцій деяких рослин та безхребетних.
На початку 2000-х років на Лорд-Гаві були знищені інтродуковані види, які шкодили місцевій флорі і фауні, а саме дикі свині, коти та кози. У липні 2012 року розпочалася програма зі знищення на острові гризунів, яка успішно завершилася на початку 2019 року.
Оцінка 2017 року показала, що 14 км², або 99 % екорегіону, є заповідними територіями. Майже весь острів Лорд-Гав оголошений природним заповідником, а навколишні води та прилеглі острівці є частиною Морського національного парку острова Лорд-Гав. У 1982 році острів Лорд-Гав був внесений до списку Світової спадщини ЮНЕСКО. 